# Xavier Barquet
Xavier J. Barquet, genannt: „X“, (* 14. Mai 1959; † 15. Februar 2006 in Miami) war ein US-amerikanischer Filmproduzent und Schauspieler.

## Leben
Nach seiner katholischen Schulausbildung studierte Barquet Biologie und Schauspiel an der New York University. Nach seinem Abschluss 1981 studierte er an dem renommierten Lee Strasberg Institute for the Performing Arts. Er war u. a. Darsteller bei „Miami Vice“. Er produzierte mehrere Spielfilme, beispielsweise „Paradise“ (Nominierung beim Molodist Filmfestival 1999), „Closing the Deal“ (Bester Film 2001 bei Filmfestival von Temecula). 
2000 gründete er die „Event United Studios“. Er war Initiator der „The United Film Artists Foundation“.